# Kamber Arslan
Kamber Arslan (* 5. Januar 1980 in Kayseri) ist ein türkischer Fußballspieler, der beim Erstligisten Kayserispor aktiv ist.
Kamber Arslan begann bei der Jugend von Kayseri Sağlıkspor. Danach wechselte er zu Kayseri Elektrikspor, wo seine professionelle Karriere begann. 2001 verpflichtete ihn Kayserispor für die zweite Mannschaft Kayserispor PAF. Dort spielte Kamber Arslan drei Jahre lang, bis er in die erste Mannschaft berufen wurde. Arslan schaffte es in seinem ersten Jahr (Saison 2004/05), mit Kayserispor in die Süper Lig aufzusteigen. Er wurde zum Stammspieler im defensiven Mittelfeld. Zur Saison 2008/09 wechselte er zum Zweitligisten Kayseri Erciyesspor und später zum Erstligisten Antalyaspor, seit Juli 2009 spielt er wieder für Kayserispor.

## Erfolg
- Türkischer Pokalsieger: 2008

| Personendaten    | Personendaten             |
| ---------------- | ------------------------- |
| NAME             | Arslan, Kamber            |
| KURZBESCHREIBUNG | türkischer Fußballspieler |
| GEBURTSDATUM     | 5. Januar 1980            |
| GEBURTSORT       | Kayseri                   |